# Arktur
Arktur oder Arcturus (altgriechisch Ἀρκτοῦρος Arktoúros oder Arktúros, α Bootis, englisch manchmal α Boötis) ist der Hauptstern im Bärenhüter (Bootes), einem auffälligen Sternbild am Frühlingshimmel. Er ist der hellste Stern des Nordhimmels und freiäugig der vierthellste am gesamten Sternenhimmel. Nur Sirius und die von Mitteleuropa aus nicht sichtbaren Canopus und Alpha Centauri strahlen heller, gehören aber zum Südhimmel. Die beiden Sterne des Doppelsterns Alpha Centauri (−0,27 mag) sind allerdings nur gemeinsam circa 23 % heller als Arktur (−0,05 mag), α Cen A (−0,003 mag) und α Cen B (1,333 mag) sind jeweils einzeln leuchtschwächer als Arktur. Würde man also die Helligkeit der Einzelsterne werten, wäre Arktur sogar der dritthellste aller Sterne.
Arktur ist von allen Kontinenten aus zu sehen (mit Ausnahme der inneren Antarktis) und war wahrscheinlich der erste Stern, der mit einem Teleskop am Taghimmel beobachtet wurde (1635 durch Jean-Baptiste Morin). Man findet ihn leicht in der Verlängerung der Deichsel des Großen Wagens. Wenn man den gebogenen Sternenzug über Arcturus hinaus in die gleiche Richtung noch weiter verlängert, gelangt man zu Spica.
Nach Messungen durch den Astrometriesatelliten Hipparcos ist Arktur 36,7 Lichtjahre (11,3 Parsec) von der Erde entfernt, also astronomisch gesehen relativ nahe. Arktur befindet sich, wie auch die Sonne, derzeit in der Lokalen Flocke. Hipparcos’ Beobachtungen deuten auch darauf hin, dass Arktur ein Doppelstern sein könnte. Alle bisherigen Versuche, einen Begleiter nachzuweisen, sind jedoch gescheitert oder haben ein negatives Resultat geliefert. Die Auflösung eines möglichen Begleiters liegt momentan an der Grenze des technisch Möglichen; es ist gegenwärtig keine abschließende Aussage über seine Existenz möglich.
Arktur bildet zusammen mit den anderen Alphasternen Spica (Jungfrau) und Regulus (Löwe) das Frühlingsdreieck; ersetzt man den Regulus durch Denebola, die Schwanzspitze des Löwen, wird daraus ein annähernd gleichseitiges. Ein kleineres, beinahe gleichseitiges Dreieck bildet er mit zwei schwächeren Sternen in der Umgebung seiner Sichtlinie: Seginus (γ Bootis) und Gemma (α CrB), siehe Sternkarte rechts.

## Physikalische Parameter
Aufgrund seines Alters ist Arktur arm an Metallen. Seine Metallizität beträgt ein Fünftel der Sonne, womit Arktur wahrscheinlich ein Stern der Population II ist.
Arktur ist etwas heller als man von einem stabilen, Wasserstoff fusionierenden Stern erwarten würde. In ihm hat bereits die Verschmelzung von Helium zu Kohlenstoff und Sauerstoff begonnen. Bei solchen Sternen wird nicht erwartet, dass sie magnetische Aktivitäten wie die Sonne haben, aber sehr schwache Röntgenstrahlung und eine schwer beobachtbare „verborgene“ Korona deuten an, dass Arktur tatsächlich magnetisch aktiv ist.

### Leuchtkraft und Spektrum

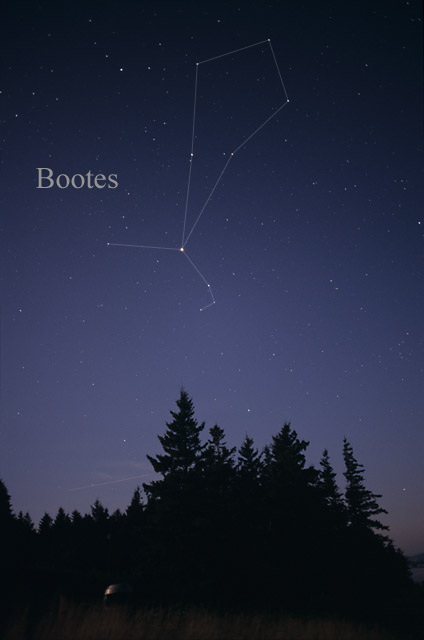
Arktur ist der hellste Stern im Sternbild Bootes

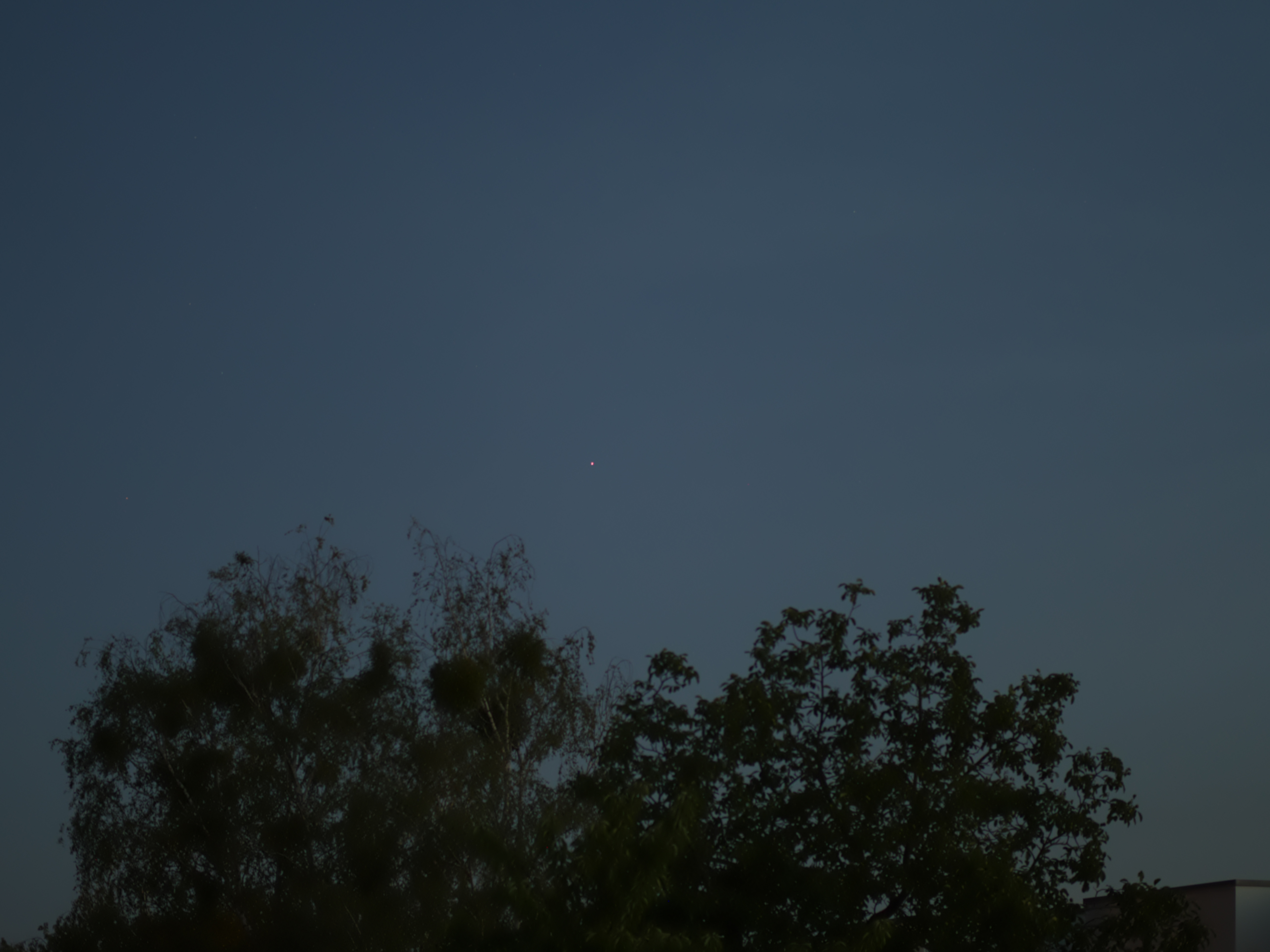
Arktur (Bildmitte) kurz vor Beginn der Dämmerung

Arktur ist ein K1.5 IIIpe Roter Riese mit orange-roter Farbe. Die Buchstaben „pe“ stehen für peculiar emission (englisch  für „auffällige Abstrahlung“), was bedeutet, dass das abgegebene Lichtspektrum vergleichsweise viele Emissionslinien enthält. Das ist nicht ungewöhnlich für Rote Riesen, bei Arktur jedoch besonders stark ausgeprägt.
Arktur ist mindestens 110-mal heller als die Sonne. Da der Stern im Infrarotbereich viel mehr Strahlung als im sichtbaren Spektrum abgibt, beträgt die gesamte Abstrahlung etwa das 210-Fache der Sonne. Die im Verhältnis zur Sonne geringere Abstrahlleistung im sichtbaren Bereich ist auf die kühlere Oberfläche zurückzuführen.
Mit dem Satelliten Hipparcos wurden Arkturs leichte Helligkeitsschwankungen entdeckt. Die Unterschiede sind mit 0,04 mag und einer Periode von 8,3 Tagen sehr klein. Es wird angenommen, dass die Oberfläche des Sterns leicht schwingt, was ein übliches Kennzeichen Roter Riesen ist. Beim Fall Arktur war das jedoch eine interessante Entdeckung. Es war bekannt, dass ein Riesenstern desto veränderlicher ist, je röter er ist. Bei Extremfällen wie Mira treten starke Schwingungen über Hunderte von Tagen auf. Arktur ist nicht sehr rot und steht daher mit seiner kurzen Periode und dem kleinen Bereich der Schwankungen im Grenzbereich zwischen Veränderlichkeit und Stabilität.

### Masse und Größe

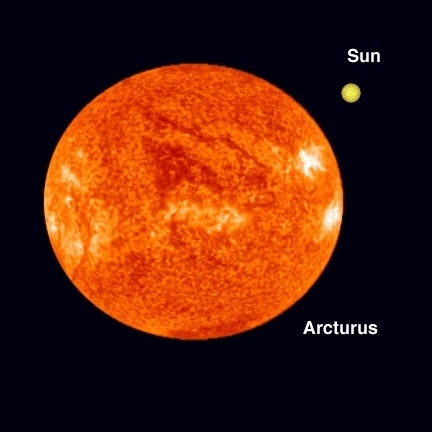
Vergleich zwischen der Größe Arkturs und der Sonne.

Es ist schwierig, Arkturs Masse genau zu bestimmen, aber sie dürfte mit der Sonnenmasse vergleichbar sein. Sie beträgt maximal das 1,5-fache davon.  Der Stern ist nahe und groß genug, um seinen scheinbaren Durchmesser von 0,0210″ leicht messen zu können. Daraus ergibt sich ein etwa 25-facher Sonnendurchmesser; der Radius ist knapp ein Achtel der Entfernung Erde-Sonne.
Alle erdähnlichen Planeten, die Arktur in seiner jungen, stabilen Phase umrundet hätten, wären jetzt von diesem verschluckt worden. Momentan müsste ein Planet etwa 11 AE Abstand von ihm haben, um erdähnliche Temperaturen zu ermöglichen. Das wäre geringfügig mehr als der Abstand des Saturn von der Sonne.

### Bewegung
Die hohe Eigenbewegung von Arktur ist bemerkenswert. Sie ist höher als die aller anderen Sterne erster Magnitude der Sternennachbarschaft (ausgenommen Alpha Centauri) und wurde das erste Mal 1718 von Edmond Halley (1656–1742) festgestellt. Arktur bewegt sich mit einer Geschwindigkeit von etwa 122 km/s relativ zum Sonnensystem. Gemeinsam scheint er sich in einer Gruppe von 52 anderen Sternen zu bewegen, die auch die „Arkturgruppe“ genannt wird.
Arktur ist jetzt fast an seinem sonnennächsten Punkt, den er in circa 4000 Jahren erreichen wird. In dieser Zeit wird er seinen Abstand nur noch um etwa 0,1 % verringern. Er ist erst seit circa einer halben Million Jahren mit freiem Auge sichtbar und wird in etwa der gleichen Zeit für das freie Auge wieder unsichtbar, wenn er seine Reise in seiner eigenen Umlaufbahn um die Milchstraße fortsetzt.

## Alter und Entstehung
Arktur wird als relativ alter Stern in der Scheibenebene der Milchstraße angesehen. Sein Alter (seit Beginn des Wasserstoffbrennens) wird auf 5 bis 8 Mrd. Jahre geschätzt. Er ist damit etwa doppelt so alt wie das Sonnensystem und der älteste Stern, den man mit freiem Auge sehen kann.
Neueren Erkenntnissen nach ist Arktur nicht in der Milchstraße entstanden, sondern wahrscheinlich in einer Zwerggalaxie, die sich die Milchstraße vor circa 5 bis 8 Milliarden Jahren einverleibt hat, ähnlich wie gegenwärtig die Sagittarius-Zwerggalaxie und die Große Magellansche Wolke.

## Namensherkunft
Der Name Arktur leitet sich von dem altgriechischen arktoúros (ἀρκτοῦρος) für „Bärenhüter“ her und verweist auf die Lage als hellster Stern im Zeichen des Bootes, des Bärenhüters, der am Nachthimmel den kleinen und den großen Bären (griechisch ἄρκτος árktos) vor sich herzutreiben scheint.
Der arabische Name des Sternes lautet حارس السماء / ḥāris as-samāʾ / ‚Wächter des Himmels‘. Er wurde in vergangener Zeit vielfach in lateinische Schrift übertragen, wodurch heute außer Gebrauch gekommene Varianten wie Aramec oder Azimech entstanden.
In der chinesischen Astronomie benannte man den Stern dà jiǎo (chinesische Schrift: 大角), „großes Horn“, was daher rührt, dass er der hellste Stern der chinesischen Sternenkonstellation „Horn“ (角宿, Pinyin: jiǎo xiù) ist. Die chinesische Bezeichnung 大角 wurde auch in die traditionelle japanische Sternenkunde übernommen, dort taikaku (Katakana: タイカク) gelesen, doch heute ist die aus dem Englischen übernommene Bezeichnung arcturus (Katakana: アルクトゥルス) gebräuchlicher.

## Arktur in der Fiktion
David Lindsay schildert in seinem 1920 erschienenen Roman A Voyage to Arcturus eine mystische Albtraumfahrt zu diesem Stern.
Arktur tritt unter dem Namen Arcturus in der Science-Fiction-RPG-Shooter-Reihe Mass Effect in Erscheinung. In diesem System befindet sich das Allianz-Hauptquartier der Menschen.
Im dreiteiligen Spinnen-Zyklus von W. Michael Gear befindet sich in einem Netzwerk von Raumstationen in der Umlaufbahn um den Stern Arcturus die oberste Leitungsbehörde der über zigtausende Sternensysteme verstreuten Menschheit.
Im Science-Fiction-Film Aliens – Die Rückkehr von 1986 ist vom Arcturus-Fixstern die Rede, auf dem die United States Colonial Marines zuvor Fronturlaub hatten.
Die US-amerikanische Dichterin Emily Dickinson verfasste um 1859 ein Gedicht über Arcturus.
Die Macher der klingonischen Oper juHrop behaupten auf ihrer Internetseite, dass André Bormanis in Zusammenarbeit mit Michael Okuda die Position des Heimatplaneten der Klingonen, Qo’noS (gesprochen: Kronos), aus dem Star-Trek-Universum als um Arktur kreisend identifiziert habe.
In dem Science-Fiction-Film Passengers führt das Raumschiff Avalon nach 31 Jahren Flugzeit ein Swing-by-Manöver an Arktur durch.